# 바른정당
바른정당(-政黨)은 2017년 1월 24일 창당된 대한민국의 정당이었다.
2016년 12월 27일 29명의 새누리당 국회의원이 탈당하면서 먼저 탈당했던 의원 한 명을 합쳐 30석으로 우선 대한민국 국회 교섭단체를 결성하였다. 이후 국조특위 위원들을 비롯한 추가적 합류가 이루어졌으며, 2017년 1월 24일 서울올림픽공원에서 창당대회를 열고 정식 창당하였다. 2018년 2월 13일 국민의당과 신설합당하여 바른미래당을 창당하면서 해산되었다.

## 역사

### 창당
지역구 29명, 비례대표 1명이 분당을 선언했고, 선도 탈당한 김용태 의원이 개혁보수신당 참여를 밝히고 교섭단체 등록에 참여해 모두 30석이 된다. 그리고 남경필 경기도지사, 원희룡 제주특별자치도지사, 오세훈 전 서울시장도 공식 합류하였다. 분당 선언에 동참한 비례대표 김현아의 경우 자진 탈당 시 의원직을 잃는 것을 감수하고 새누리당을 떠나 합류하려고 했지만 동료 의원과 보좌진의 만류로 탈당은 포기하였다. 바른정당 측은 새누리당에 김현아 의원의 출당을 요구했다. 하지만 새누리당은 김현아 의원에게 당원권 정지 3년의 징계를 내려서 김현아 의원은 바른정당에 합류하지 못한다.
2017년 1월 23일 새누리당 3선의 박순자 의원이 새누리당을 탈당하고 바른정당 합류기자회견을 했고, 2017년 1월 26일 새누리당 재선의 홍철호 의원이 새누리당을 탈당하고 바른정당에 합류기자회견을 했고, 2017년 3월 15일 자유한국당 (前 새누리당) 초선의 지상욱 의원이 합류하여 바른정당의 의석수는 33석이 되었다.
2017년 3월 28일 당내 경선(예비선거)을 통해 제19대 대통령 선거 후보로 유승민이 선출되었다.

### 1차 집단 탈당 사태
2017년 4월 이은재 의원이 탈당하였으며, 유승민 후보의 단일화 거부를 명분으로 5월 2일 비유승민(김무성)계 국회의원 13명(권성동, 김재경, 김성태, 김학용, 박순자, 박성중, 여상규, 이진복, 이군현, 장제원, 홍문표, 홍일표, 황영철)이 추가로 탈당선언을 하고 홍문표 의원에게 탈당계를 제출하였다. 이로써 탈당계가 접수되면 의석 수가 19석이 되어 국회 교섭단체(20석 이상) 지위를 상실할 위기에 처했으나, 그날 저녁 황영철 의원이 홍문표 의원에게서 탈당계를 회수한 뒤 5월 3일 탈당 의사 철회를 밝힘에 따라 교섭단체 지위를 잃지 않게 되었다. 그러나 나머지 의원들의 탈당계는 바른정당에 접수됨에 따라 의석수가 20석으로 감소되었다.

### 2차 집단 탈당 사태
11월 6일 자유한국당과의 통합을 추진하는 국회의원 9명(김무성, 강길부, 주호영, 김영우, 김용태, 이종구, 황영철, 정양석, 홍철호)과 그들을 따르는 당원들이 집단 탈당을 선언했다. 주호영을 제외한 8명이 11월 8일 오후 탈당계를 내면서 교섭단체 지위가 붕괴되었다. 이들 8명은 11월 9일에 자유한국당 복당 처리가 완료되었다. 주호영은 13일 전당대회 직후 탈당했고 다음날 복당하였다.

### 국민의당과의 통합 추진
통합 추진 과정에서 바른정당 의원 2명(김세연, 박인숙)과 도지사 1명(남경필)이 탈당했다. 2018년 2월 13일 국민의당과 통합한 바른미래당이 창당되면서 당이 해산되었다.

## 지도부

### 역대 대표
| 대수   | 역대 대표 | 직함          | 임기                               |
| ------ | --------- | ------------- | ---------------------------------- |
| 1      | 정병국    | 당대표        | 2017년 1월 24일 ~ 2017년 3월 10일  |
| (임시) | 주호영    | 대표 권한대행 | 2017년 3월 10일 ~ 2017년 6월 25일  |
| 2      | 이혜훈    | 당대표        | 2017년 6월 26일 ~ 2017년 9월 7일   |
| (임시) | 주호영    | 대표 권한대행 | 2017년 9월 7일 ~ 2017년 11월 13일  |
| 3      | 유승민    | 당대표        | 2017년 11월 13일 ~ 2018년 2월 13일 |

### 역대 원내대표
| 대수   | 역대 대표 | 직함              | 임기                                |
| ------ | --------- | ----------------- | ----------------------------------- |
| 1      | 주호영    | 원내대표          | 2016년 12월 27일 ~ 2017년 11월 13일 |
| (임시) | 김세연    | 원내대표 권한대행 | 2017년 11월 13일 ~ 2017년 12월 22일 |
| 2      | 오신환    | 원내대표          | 2017년 12월 22일 ~ 2018년 2월 13일  |

## 주요 선거 기록

### 대통령 선거
| 연도   | 선거  | 후보자 | 득표        | 득표율         | 결과 | 당락 |
| ------ | ----- | ------ | ----------- | -------------- | ---- | ---- |
| 2017년 | 19대  | 유승민 | 2,208,771표 | \| \| 6.76% \| | 4위  | 낙선 |
|        | 6.76% |        |             |                |      |      |

## 역대 지도부

### 창당준비위원회
2016.12.23 ~ 2017.01.24
- 공동창당준비위원장: 정병국, 주호영
- 원내대표: 주호영
- 정책위의장: 이종구
- 인재영입팀장: 김성태
- 정강정책·당헌당규팀장: 권성동, 김세연
- 전략기획팀장: 김영우
- 당무구성팀장: 홍문표
- 홍보공보팀장: 황영철
- 디지털정당추진팀장: 이학재
- 정책연구팀장: 이종구
- 법률지원팀장: 김재경
- 집행팀장: 정양석
- 대변인: 오신환, 장제원

### 1기 지도부
2017.01.24 ~ 2017.03.10
- 당대표 : 정병국
- 최고위원 : 오세훈, 홍문표, 이혜훈, 김재경, 주호영, 이종구, 정운천, 박순자
- 원내대표 : 주호영
- 사무총장 : 김성태
- 인재영입팀장 : 김성태
- 정책위의장 : 이종구
- 정강정책·당헌당규팀장 : 권성동, 김세연
- 전략기획팀장 : 김영우
- 당무구성팀장 : 홍문표
- 홍보공보팀장 : 황영철
- 디지털정당추진팀장 : 이학재
- 정책연구팀장 : 이종구
- 법률지원팀장 : 김재경
- 집행팀장 : 정양석
- 대변인 : 오신환, 장제원 → 오신환, 이기재, 조영희

### 임시 지도부
2017.03.10 ~ 2017.06.25
- 대표권한대행 : 주호영
- 원내대표 : 주호영
- 사무총장 : 김성태 → 김세연
- 인재영입팀장 : 김성태 → 공석
- 정책위의장 : 이종구
- 정강정책·당헌당규팀장 : 김세연
- 전략기획팀장 : 김영우
- 당무구성팀장 : 홍문표 → 공석
- 홍보공보팀장 : 황영철
- 디지털정당추진팀장 : 이학재
- 정책연구팀장 : 이종구
- 법률지원팀장 : 김재경 → 공석
- 집행팀장 : 정양석
- 대변인 : 오신환, 이기재, 조영희

### 2기 지도부
2017.06.26 ~ 2017.11.13
- 당대표 : 이혜훈 → 주호영 (권한대행)
- 최고위원 : 하태경, 정운천, 김영우, 권오을, 진수희, 이준석 → 하태경, 정운천, 권오을, 진수희, 이준석
- 원내대표 : 주호영
- 사무총장 : 정문헌 → 김상민 (권한대행)
- 인재영입위원장 : 신성범
- 정책위의장 : 김세연
- 바른정책연구소장: 김세연
- 바른비전특위위원장 : 하태경
- 민생특위20위원장 : 정운천
- 청년인큐베이팅위원장 : 김영우, 김용태 → 공석
- 수석대변인 : 오신환 → 박정하
- 대변인 : 전지명, 이종철

### 3기 지도부
2017.11.13 ~ 2018.02.13
- 당대표 : 유승민
- 최고위원 : 하태경, 정운천, 박인숙 → 하태경, 정운천
- 원내대표 : 김세연 (권한대행) → 오신환
- 사무총장 : 김상민 (권한대행) → 김성동
- 인재영입위원장 : 신성범
- 정책위의장 : 김세연 → 지상욱
- 바른정책연구소장 : 김세연 → 공석
- 바른비전특위위원장 : 하태경
- 민생특위20위원장 : 정운천
- 청년정치학교장 : 정병국
- 수석대변인 : 유의동
- 대변인 : 이종철

## 역대 전당대회

### 바른정당 창당대회
2017년 1월 24일, 서울 송파구 올림픽공원 올림픽홀에서 열린 바른정당 창당대회는 바른정당을 공식당명으로 채택하고, 당헌당규와 강령, 기본정책을 제정한 뒤 정병국 의원을 당대표로, 오세훈 전 서울특별시장, 홍문표 의원, 이혜훈 의원, 김재경 의원, 주호영 원내대표, 이종구 정책위의장, 정운천 의원, 박순자 의원을 최고위원으로 선출했다.

### 바른정당 제2차 당원대표자회의
2017년 5월 22일, 바른정당은 의원전체회의에서 책임당원 투표 50%와 일반당원 투표 20%와 여론조사 결과 30% 방식으로 당 대표 1명과 최고위원 3명(여성 1명 포함)을 선출하는 규정을 확정했다.
지도부 선거에는 이혜훈 의원, 하태경 의원, 정운천 의원, 김영우 의원, 지상욱 의원 등이 출마하였으나 6월 20일, 지상욱 후보가 가정 문제로 사퇴하였다.
| 순위 | 기호 | 이름   | 책임당원(50%) | 일반당원(20%) | 여론조사(30%) | 합산   | 비고     |
| 순위 | 기호 | 이름   | 득표율        | 득표율        | 득표율        | 득표율 | 비고     |
| ---- | ---- | ------ | ------------- | ------------- | ------------- | ------ | -------- |
| 1    | 1    | 이혜훈 | 37.2          | 39.1          | 35.0          | 36.9   | 당 대표  |
| 2    | 2    | 하태경 | 31.5          | 33.7          | 35.4          | 33.1   | 최고위원 |
| 3    | 3    | 정운천 | 16.5          | 15.2          | 20.8          | 17.6   | 최고위원 |
| 4    | 5    | 김영우 | 14.8          | 12.0          | 8.8           | 12.5   | 최고위원 |
| 합계 | 합계 | 합계   |               |               |               |        | -        |

2017년 6월 16일 수도권, 6월 17일 호남권, 6월 21일 충청권, 6월 22일 영남권 1차, 6월 23일 영남권 2차 후보자 합동토론회와 투표를 진행해 개표결과를 바로 공개하였고, 6월 24일과 6월 25일 이틀 간의 일반국민 여론조사를 합산해 6월 26일 열린 당원대표자회의에서 이혜훈 의원을 당대표로, 하태경, 정운천, 김영우 의원을 최고위원으로 선출하였다.

### 바른정당 제3차 당원대표자회의
2017년 9월 14일, 의원전체회의에서 책임당원 투표 50%와 일반당원 투표 20%와 여론조사 결과 30% 방식으로 당 대표 1명과 최고위원 3명(여성 1명 포함)을 선출하는 규정을 확정했다. 지도부선거에는 유승민 의원, 하태경 의원, 정문헌 전 의원, 박유근 재정위원장, 박인숙 의원, 정운천 의원이 출마하였다. 11월 13일 열린 당원대표자회의에서 유승민 의원을 당대표로, 하태경, 정운천, 박인숙 의원을 최고위원으로 선출하였다.
| 순위 | 기호 | 이름   | 책임당원(50%) | 일반당원(20%) | 여론조사(30%) | 합산   | 비고     |
| 순위 | 기호 | 이름   | 득표율        | 득표율        | 득표율        | 득표율 | 비고     |
| ---- | ---- | ------ | ------------- | ------------- | ------------- | ------ | -------- |
| 1    | 1    | 유승민 | 46.0          | 48.6          | 76.1          | 56.6   | 당 대표  |
| 2    | 4    | 하태경 | 29.2          | 30.0          | 13.1          | 24.5   | 최고위원 |
| 3    | 2    | 정운천 | 12.5          | 12.9          | 5.6           | 10.3   | 최고위원 |
| 4    | 6    | 박인숙 | 6.0           | 5.6           | 1.0           | 4.7    | 최고위원 |
| 5    | 5    | 정문헌 | 3.1           | 1.7           | 2.6           | 2.7    |          |
| 6    | 3    | 박유근 | 1.2           | 1.3           | 1.0           | 1.2    |          |
| 합계 | 합계 | 합계   |               |               |               |        | -        |

### 바른정당 제4차 당원대표자회의
2018년 2월 5일 국회 헌정기념관에서 열린 제4차 당원대표자회의에서는 국민의당과의 합당안을 가결했다.

## 같이 보기
- 박근혜 대통령 탄핵
- 새누리당
- 국민의당
- 바른미래당